# 班登再也站
班登再也站是吉隆坡安邦線的其中一個車站。是安邦線計劃的第一期輕快鐵站，于1996年12月16日開幕。本站建造於马来联邦铁道局（FMSR）和马来亚铁道，连接吉隆坡、安邦和沙叻秀地區之廢棄鐵道上，90年代因实达轻快铁（STAR）的落实而在此路基上建造本站。
由于班登再也輕快鐵站的名稱與隔鄰的班登英達站相近，常使外地來的市民給弄淆了。

## 車站概要
班登再也站位于吉隆坡蕉賴區的班登再也花園，整個車站建筑與隔鄰的克拉容河成平行線。該車站主要是為班登再也花園和克拉容河對岸的班登柏蘭嶺花園、桑林花園、美麗園、成功花園等附近的居民提供輕快鐵服務。居住于克拉容河對岸的居民需經過橫跨克拉容河的行人天橋方可到達該車站。由于附近住宅區人口眾多，所以該車站的人流量比較高。然而本站周边设施缺乏，停车场和路边杂草丛生，而附近一带也缺乏照明设施，然而治安尚佳。

## 車站設計

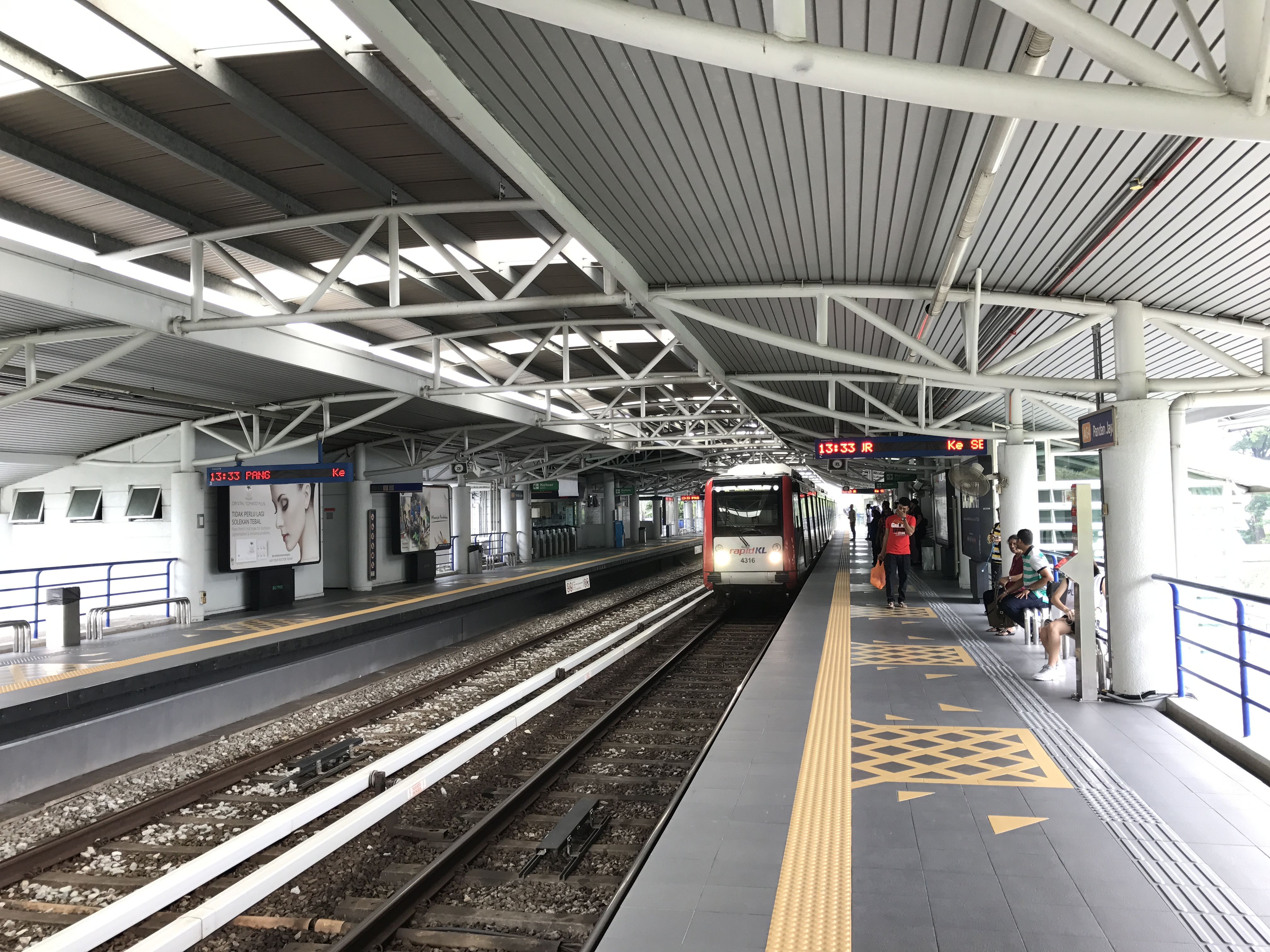
班登再也輕快鐵站的月臺設計

班登再也輕快鐵站的車站建筑是地面站，擁有兩個月臺。由于車站的建筑高度較低，不能將售票廳建在底層，所以兩邊的月臺都有各自的售票站，服務站和過閘機，因為為走錯月臺的乘客帶來相當大的不便。

## 車站樓層
本站是安邦线的一个地面车站，月台設置於1樓，包括两个側式月台，詢問處及驗票閘門則位在各自的月台旁。自2012年起，為提升站內設備，本站開始佈置跨鐵軌之遮雨棚，以及在各自月台設立電梯、電動手扶梯、洗手間、祈禱間等各項設備。
| 一楼 | 車站大廳、詢問處、自動售票機、驗票閘門 | 大廳層 （接1號月台）                                            |
| 一楼 | 侧式站台                               |                                                                 |
| 一楼 | 1號月台:                               | 3 安邦线/4 大城堡线通过 AG11 SP11 陈秀连往往 AG1 SP1 冼都東 (←) |
| 一楼 | 2号站台:                               | 3 安邦线往 AG18 安邦 (→)                                        |
| 一楼 | 侧式站台                               |                                                                 |
| 地面 | 連通層                                 | 出入口、連通道、便利商店、洗手間、祈禱間                        |

## 接駁交通
在克拉容河對岸有個巴士車站，主要是服務班登柏蘭嶺花園、桑林花園、美麗園和成功花園的居民。乘客可在該巴士站下車后，通過跨河的天橋到達班登再也站。
- T352  : 桑林花園 - 葛京站